# Organización municipal de la provincia de La Rioja (Argentina)
En la provincia de La Rioja en Argentina el régimen municipal es ejercido por gobiernos locales denominados municipios. Cada ejido municipal tiene la extensión de un departamento.

## Los municipios en la Constitución de la Nación Argentina
La organización municipal estuvo contemplada en la Constitución de la Nación Argentina desde su primera promulgación el 1 de mayo de 1853, expresando en su artículo 5 que cada provincia debía dictar una constitución que asegurara su régimen municipal. Sin embargo, no estaba claro si los municipios debían ser autónomos o autárquicos hasta la sentencia del 21 de marzo de 1989 de la Corte Suprema de Justicia de la Nación Argentina (Caso Rivademar), que interpretó que los municipios eran constitucionalmente autónomos.
Esta sentencia fue contemplada en la reforma de la Constitución de la Nación Argentina según el texto sancionado el 22 de agosto de 1994:

Art. 123. Cada provincia dicta su propia Constitución, conforme a lo dispuesto por el Art. 5 asegurando la autonomía municipal y reglando su alcance y contenido en el orden institucional, político, administrativo, económico y financiero.

## Los municipios en la Constitución de la Provincia de La Rioja
La Constitución de la Provincia de La Rioja sancionada en 1909 estaba vigente cuando fue reformada en 1986 incorporando en su artículo 154: Los Municipios tienen autonomía institucional, política, administrativa, económica y financiera. Esta reforma permitió que los 18 municipios sancionaran una carta orgánica entre 1987 (Chilecito) y 1998. La constitución fue enmendada en 1987 y reformada nuevamente en 1998, expresando en las disposiciones transitorias la derogación de las cartas orgánicas municipales existentes:

7. Hasta que los municipios determinen el momento de llamar a Convenciones Municipales, una Ley Orgánica Municipal Transitoria sancionada por la Legislatura Provincial con el voto de las dos terceras partes de los miembros presentes, con arreglo a lo que disponen los Artículos 155° y 157°, regirá como Carta Orgánica única para todos los municipios.

8. A partir de la sanción y promulgación de la Ley Orgánica Municipal Transitoria, las Cartas Orgánicas quedarán automáticamente derogadas hasta la sanción de las nuevas.

Nuevas reformas constitucionales fueron realizadas en 2002 y el 14 de mayo de 2008, disponiendo esta última respecto del régimen municipal:

Art. 168. Los Municipios tienen autonomía institucional, política, administrativa, económica y financiera (...) La autonomía que esta Constitución reconoce no podrá ser limitada por ley ni autoridad alguna. Deberán dictar su propia Carta Orgánica, con arreglo a lo que disponen los Artículos 169º y 172º, (...)

Art. 169. El Gobierno Municipal se compone de un Departamento Ejecutivo y otro Deliberativo. El Departamento Ejecutivo será ejercido por una persona con el título de Intendente, elegido de conformidad al Artículo 171º. El Departamento Deliberativo será presidido por un Viceintendente, elegido de igual forma que el Intendente a quien reemplazará en caso de ausencia, renuncia, fallecimiento, o inhabilidad. El Departamento Deliberativo será desempeñado por un cuerpo que se Denominará Concejo Deliberante y estará compuesto por concejales (...) Se integrará sobre la siguiente base poblacional: Hasta 10.000 habitantes 7 concejales De 10.001 a 15.000 habitantes 9 concejales De 15.001 a 45.000 habitantes 11 concejales De 45.001 a 100.000 habitantes 13 concejales De 100.001 habitantes en adelante 15 concejales.

Art. 170. El ejido municipal coincidirá con los límites del Departamento de conformidad a lo previsto en el Artículo 168º.

Art. 172. (...) Las Cartas Orgánicas deberán asegurar: 1. Órganos de fiscalización y contralor, tales como la Fiscalía Municipal y Tribunal de Cuentas, como así también deberán asegurar la Justicia Municipal de Faltas (...) El proceso de regionalización para el desarrollo económico y social, que permita la integración y coordinación de esfuerzos en pos de los intereses Comunes mediante acuerdos interdepartamentales, que podrán crear órganos con facultades para el cumplimiento de sus fines. Esta Constitución reconoce las siguientes regiones: Región 1: VALLE DEL BERMEJO: Vinchina, General Lamadrid, Coronel Felipe Varela. Región 2: VALLE DEL FAMATINA: Famatina, Chilecito. Región 3: NORTE: Arauco, Castro Barros, San Blas de Los Sauces. Región 4: CENTRO: Capital, Sanagasta. Región 5: LLANOS NORTE: Independencia, Ángel Vicente Peñaloza, Chamical, General Belgrano. Región 6: LLANOS SUR: General Juan Facundo Quiroga, Rosario Vera Peñaloza, General Ortíz de Ocampo, General San Martín (...)

### Alcance de la autonomía institucional
La Constitución de la Provincia de La Rioja establece que todos los municipios deben obtener la autonomía institucional mediante la sanción de una carta orgánica. La constitución establece que los municipios deben tener un gobierno compuesto por un departamento ejecutivo y otro deliberativo, el primero ejercido por un intendente y el segundo presidido por un viceintendente, que es suplente del intendente. Ambos deben ser elegidos por el pueblo, lo mismo que el departamento deliberativo, que debe ser ejercido por un concejo deliberante integrado por concejales, cuyo número es fijado en la constitución. Se establece también que las cartas orgánicas deben crear órganos de fiscalización y contralor, tales como la fiscalía municipal y el tribunal de cuentas, como así también deberán asegurar la justicia municipal de faltas.

## LeyOrgánica Municipal Transitorian.º 6843
Al promulgarse la ley Orgánica Municipal Transitoria n.º 6843 el 10 de diciembre de 1999 se hizo efectiva la anulación de las cartas orgánicas existentes dispuesta por la reforma constitucional de 1998, entrando en vigor al publicarse el 10 de enero de 2000. A septiembre de 2020 ningún municipio tiene vigente una carta orgánica.

Art. 1. El Municipio tiene autonomía institucional, política, administrativa, económica y financiera. Dicta su propia Carta Orgánica de conformidad a los principios democráticos y republicanos, de acuerdo a los preceptos de la Constitución Nacional y de la Constitución Provincial, reafirmando y haciendo propios los derechos y garantías en ellas contenidos.

Art. 3. La Jurisdicción Municipal se ejerce en todo el territorio que con arreglo a la Constitución de la Provincia y las Leyes le corresponda a cada uno de los Departamentos que componen la Provincia.

Art. 6. El Gobierno Municipal, tiene su asiento en cada una de las cabeceras del Departamento respectivo.

Art. 66. El Municipio reconocerá la existencia de entidades intermedias vecinales, que se formen en cada uno de los Departamentos (...)

Art. 67. El Municipio establecerá por Ordenanza la delimitación de la jurisdicción territorial de cada Entidad Intermedia Vecinal, la que deberá coincidir con el límite territorial de cada barrio o distrito o zona de la ciudad, pueblo o del Departamento en general (...)

Art. 113. En los Departamentos en que fuere necesario, el Municipio creará Delegaciones Distritales, cuyas funciones serán ejercidas por un Delegado que será nombrado directamente por el Intendente y dependerá en sus funciones exclusivamente del Ejecutivo Municipal.